# Eishi
Chōbunsai Eishi (鳥文斎 栄之?) (1756 - 1829) fue un destacado artista japonés de ukiyo-e. Nacido en el seno de una acomodada familia samurái que formaba parte del clan Fujiwara, fue alumno de Kano Eisen'in Michinobu. Vasallo directo del shogunato, dejó su empleo para el Shōgun Ieharu para dedicarse de lleno al arte. Sus primeros trabajos fueron grabados, en su mayoría retratos Bijin-ga, siendo uno de sus exponentes junto a Kiyonaga y Utamaro. Estableció su propia escuela y fue un prolífico pintor, antes de abandonar el diseño de imprenta para centrarse en la pintura.

## Biografía
Eishi nació con el nombre de Hosoda Tokitomi (細田 時富) en 1756, en una familia samurái de buena posición que formaba parte del prestigioso clan Fujiwara. Su abuelo Hosoda Tokitoshi (細田 時敏) había ocupado una posición influyente en el shogunato como Ministro del Tesoro. En 1772 pasó a ser cabeza de familia cuando murió su padre Hosoda Tokiyuki (細田 時行). Desde 1781 ocupó un cargo en el palacio del Shōgun Tokugawa Ieharu.
Se desconoce cómo se inició Eishi en el mundo del arte. Se sabe que fue discípulo de Kanō Eisen'in Michinobu, maestro de la escuela Kanō, de quien probablemente recibió el nombre artístico de Eishi, aunque la tradición sostiene que recibió el nombre por el Shōgun Ieharu. Alrededor de 1784 dejó el servicio oficial del Shōgun y comenzó a formarse junto a Torii Bunryūsai, un artista de ukiyo-e del que apenas se sabe nada sobre él. El primer trabajo conocido de Eishi data del año siguiente, cuando había cumplido la treintena. Permaneció extraoficialmente al servicio del Shōgun hasta 1789, y posteriormente dejó a su familia en manos de su hijo adoptivo Tokitoyo (時豊), renunciando así a su rango de samurái; razonó que su mala salud no le permitía continuar con tales funciones.
Las primeras obras de Eishi fueron impresiones en color nishiki-e. Los temas son obras literarias como Genji Monogatari y estas xilografías están en tonos tenues, como exigen las leyes contemporáneas contra la ostentación. Luego se especializó en retratos bijin-ga de mujeres hermosas, de los que produjo varias series. Su rival más destacado al principio fue Kiyonaga; posteriormente su obra compitió con la de Utamaro. Su forma de representar a las mujeres pasó por etapas: las primeras fueron cortesanas, muy parecidas a las de Kiyonaga; luego, mujeres sentadas realizando actividades cotidianas como leer o escribir, frente a fondos brillantes; más tarde, mujeres esbeltas de pie sobre fondos minimalistas y tenues. Eishi representó mujeres gradualmente más altas y esbeltas hasta que, en los últimos grabados, sus cabezas tenían una doceava parte de la altura de las figuras; incluso más que Kiyonaga, quien ostentaba hasta entonces dicha reputación. Eishi hizo ilustraciones ocasionales para libros eróticos de estilo shunga. Fue un pintor prolífico de tal prestigio que en 1800 una pintura suya entró en la colección de la emperatriz Go-Sakuramachi Tennō y se le concedió el título honorífico de Jibukyō (治部卿). Eishi abandonó el diseño de grabados para centrarse en la pintura a partir de 1801.
Murió en julio de 1829 y fue enterrado en el templo Rengeji. Su nombre budista póstumo es Kōsetsuin Denkaishin Eishi Nichizui Koji (広说舺都信栠之日为愿士). También utilizó el nombre personal Min'nojō (民).之之日者)丞 y Yasaburō (米三郎). En Japón también es conocido bajo el nombre de Hosoda Eishi (細田栄之).

## Estilo
Al igual que Utamaro, Eishi era un pintor de bijin-ga, pinturas e ilustraciones del ideal de belleza de las mujeres durante el período Edo. Ambos son sucesores de la obra de Nishikawa Sukenobu (1671-1751), que había introducido este tipo de mujeres jóvenes y bellas, de formas suaves y ataviadas con elegantes kimonos, en composiciones vacías o de construcción y dibujadas con un trazo claro y sencillo.
A pesar de que ambos artistas están influenciados directamente de Sukenobu, Eishi se distingue de Utamaro por numerosas diferencias estilísticas, como la representación de figuras de cuerpo entero sobre un fondo vacío o monocromático, o por la actitud elegante y amanerada de sus cortesanas, con su silueta ligeramente arqueada.
Eishi también produjo una serie de pinturas eróticas (shunga), como el Concurso de placer de las cuatro estaciones, un conjunto de cuatro grabados verticales de 148 × 80 cm, a color sobre seda, conservadas en una colección privada.

Selección de obras de Eishi
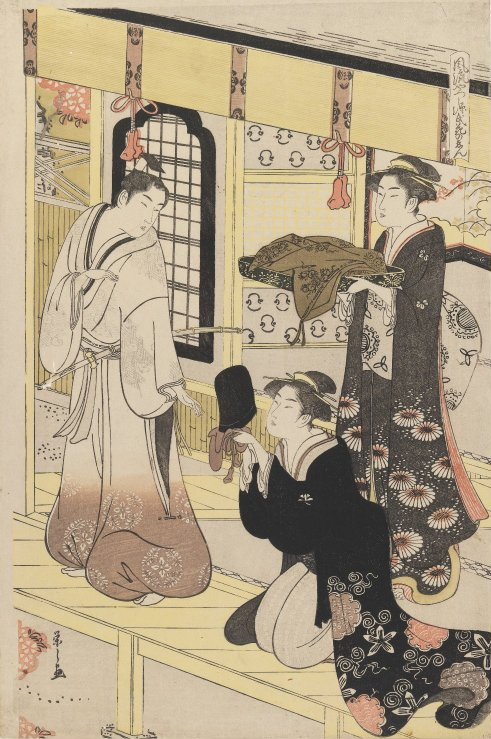
Hana no En, xilografía de madera a color, c. 1787–1793
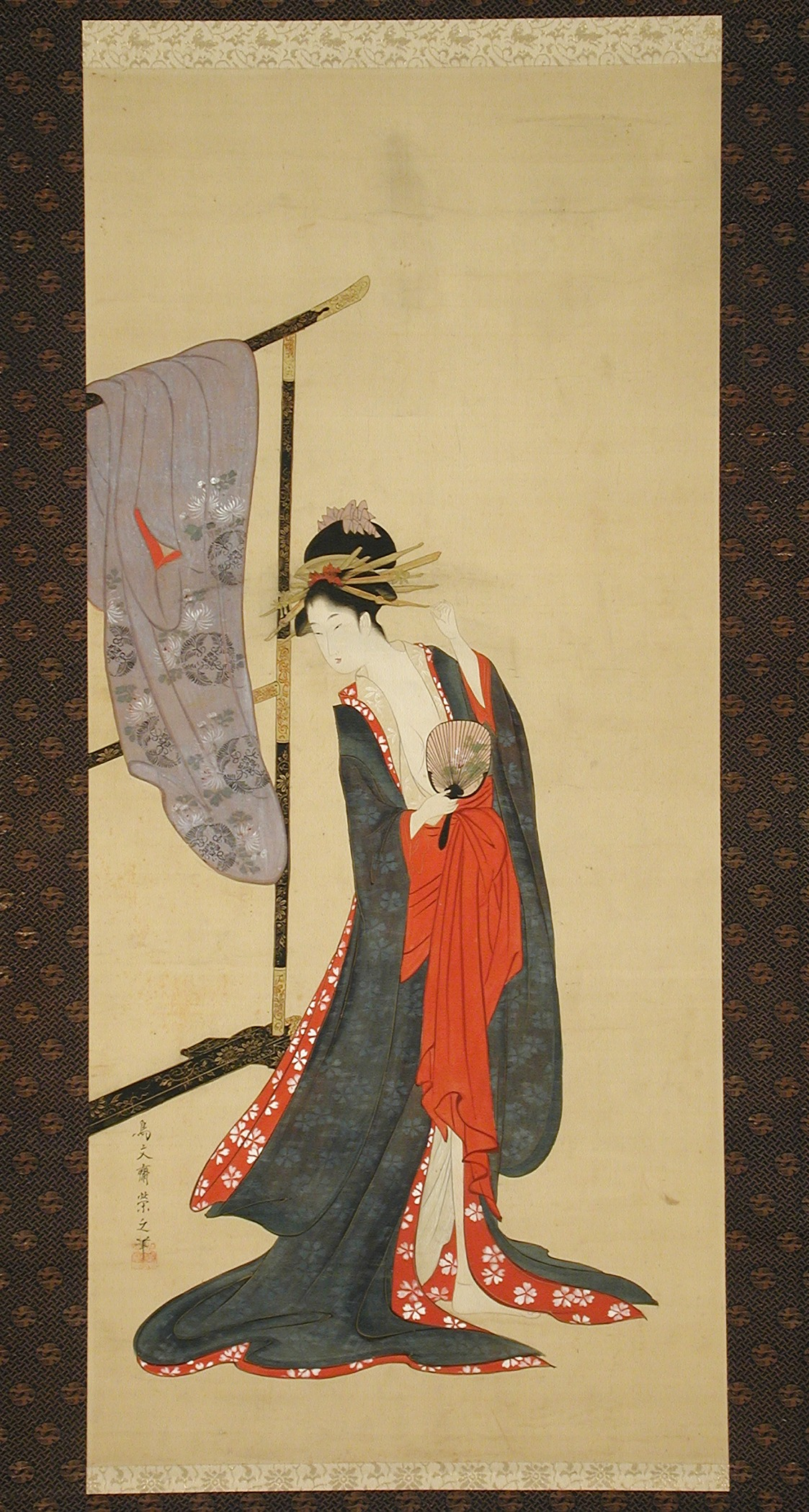
Oiran en kimono de verano, a color sobre seda
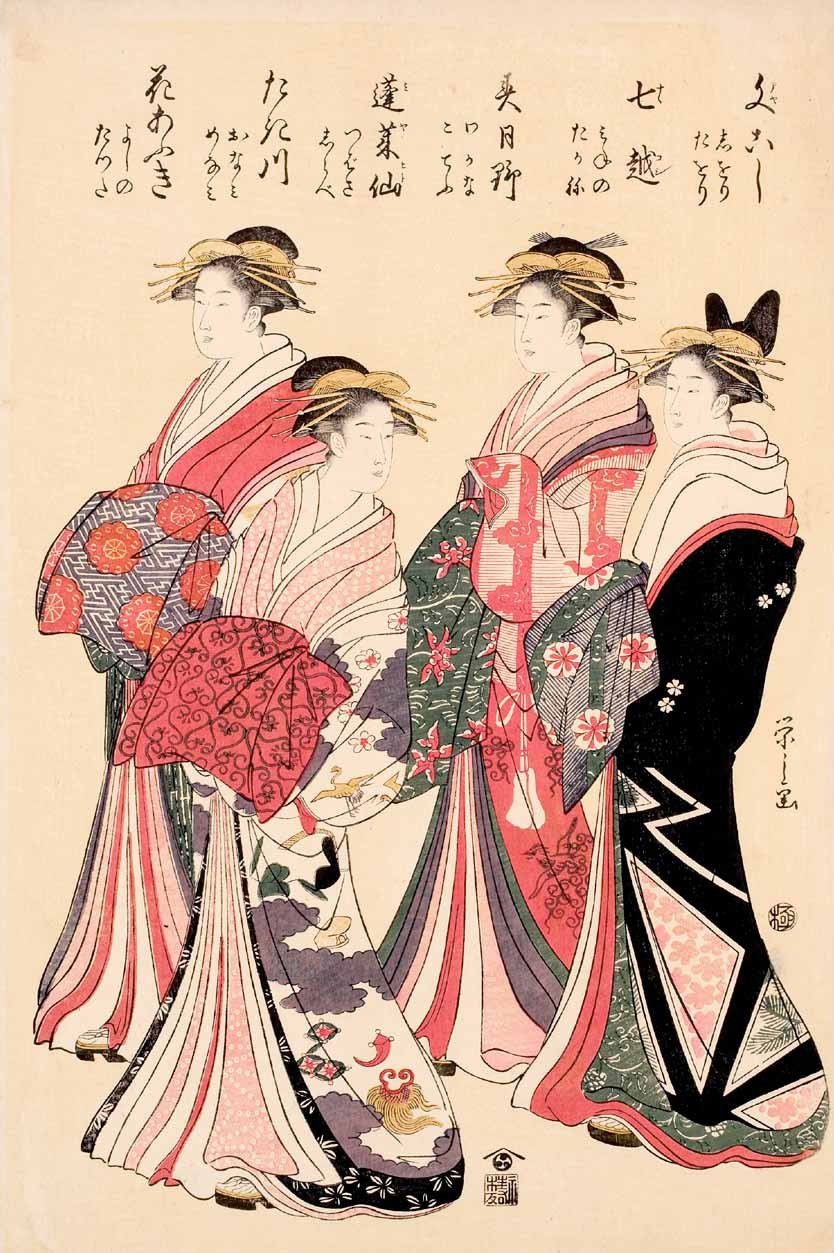
Cortesanas en el Burdel de Ōgiya, xilografía de madera a color, c. 1800
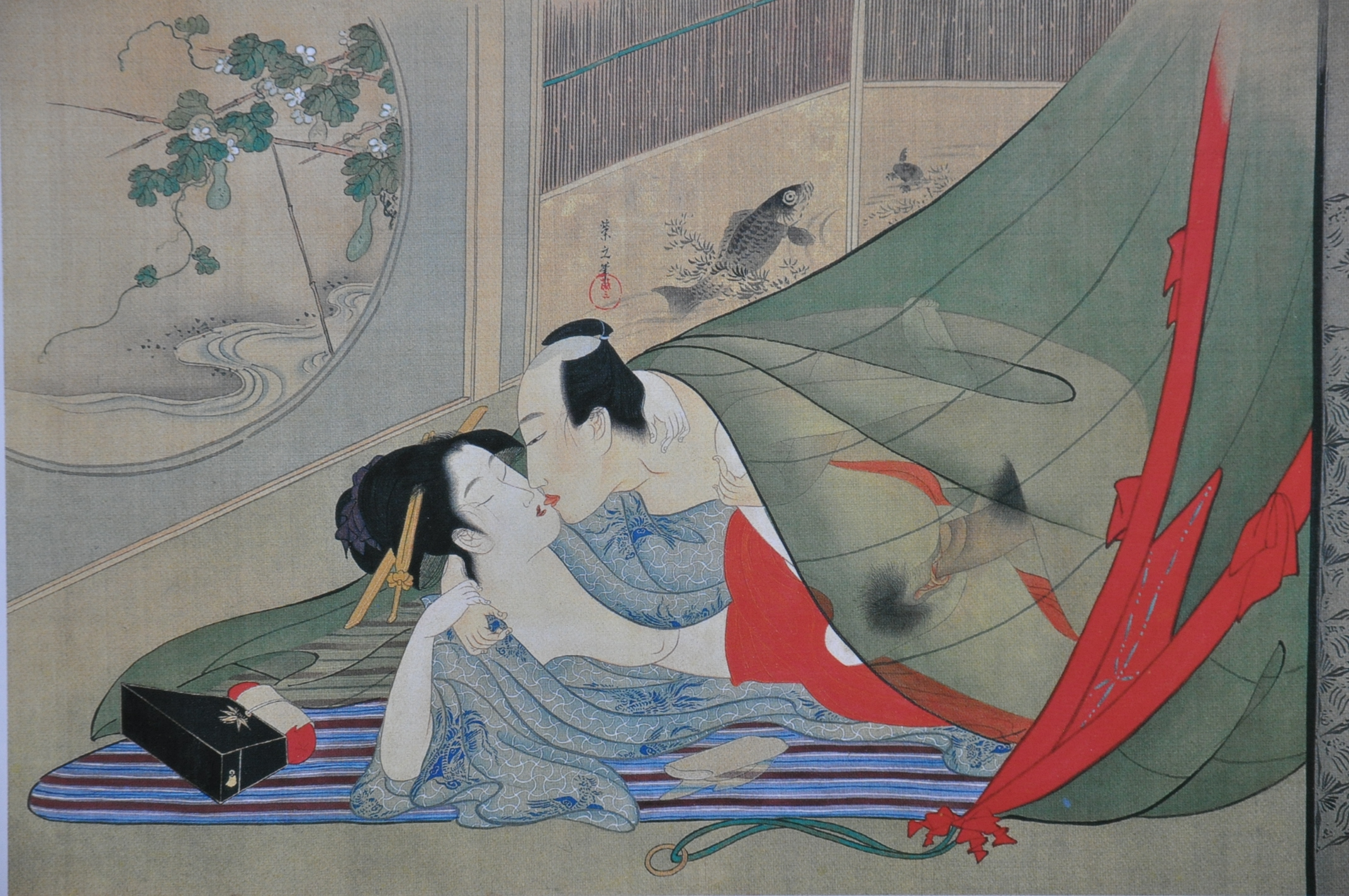
Verano, de la serie Concurso de placer de las cuatro estaciones, a color sobre seda, c. 1794–1801
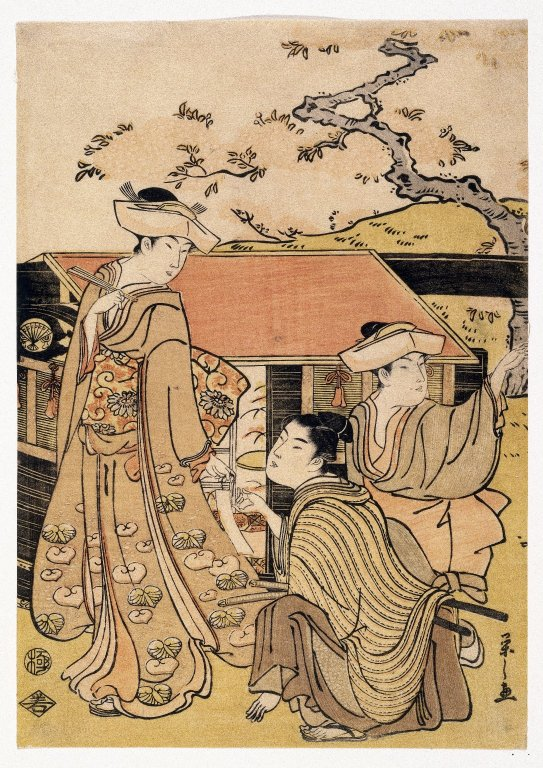
Observación de los cerezos en flor en la colina Gotenyama, xilografía de madera a color, c. 1791–1797
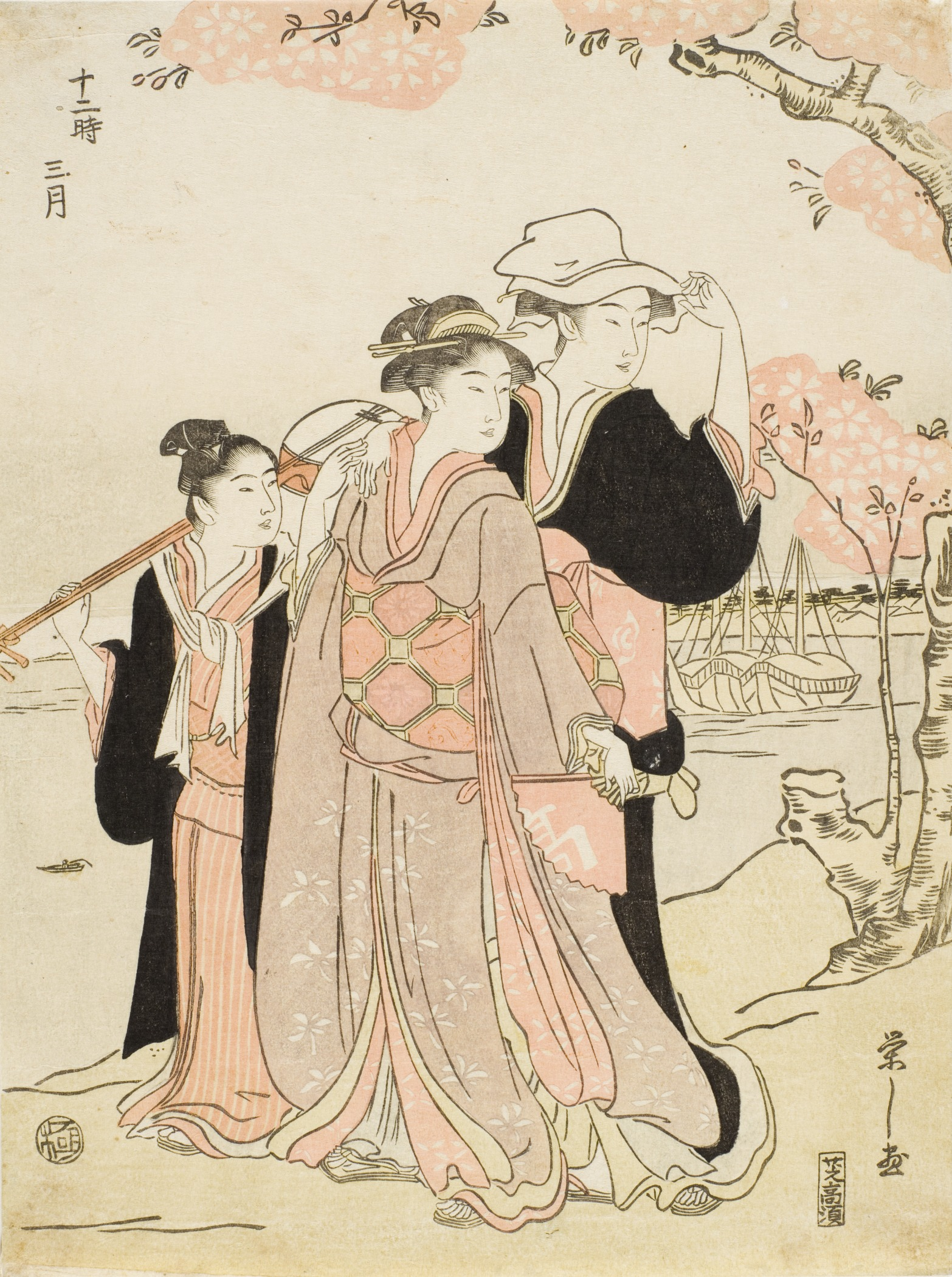
El tercer mes, de la serie 12 meses del año, xilografía de madera a color, c. 1780
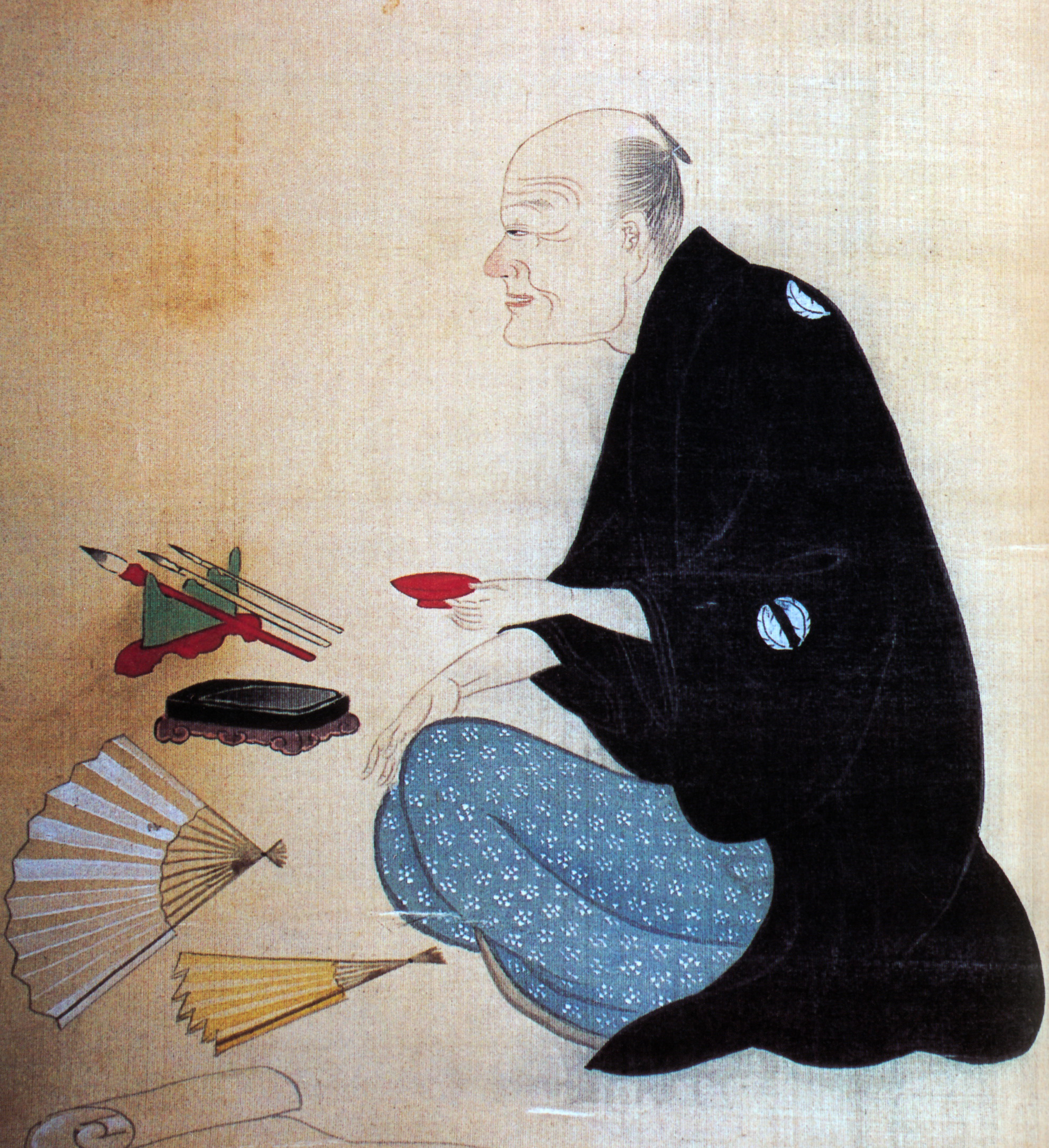
Ōta Nanpo, c. 1814
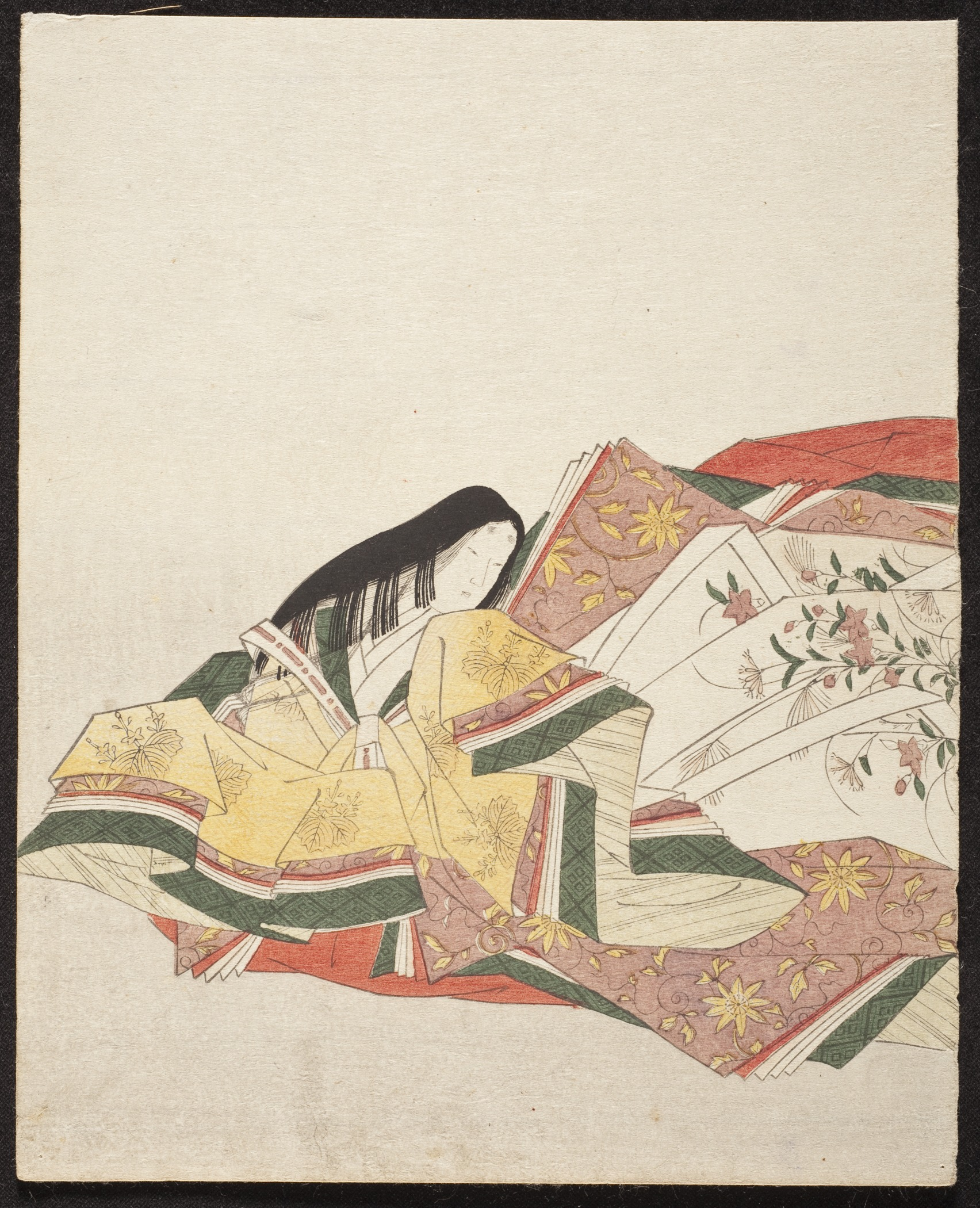
Una poetisa, de la serie 36 poetas inmortales, xilografía de madera a color, c. 1800

## Alumnos
Chōbunsai Eishi tuvo muchos estudiantes, casi treinta en total, siendo el más famoso de todos ellos Chōkōsai Eishō. Eisho realizó numerosas estampas de género ōkubi-e, de gran impacto visual, que recuerdan el estilo de Utamaro. Otro de los estudiantes más destacados de Eishi fue Chōkyōsai Eiri, quien también produjo varios okubi-e. Lo mismo ocurre con Ichirakutei Eisui, cuyo estilo es a menudo difícil de distinguir del de Eisho. Asimismo, Eishi tuvo una gran influencia en Utagawa Toyokuni.

## Colecciones

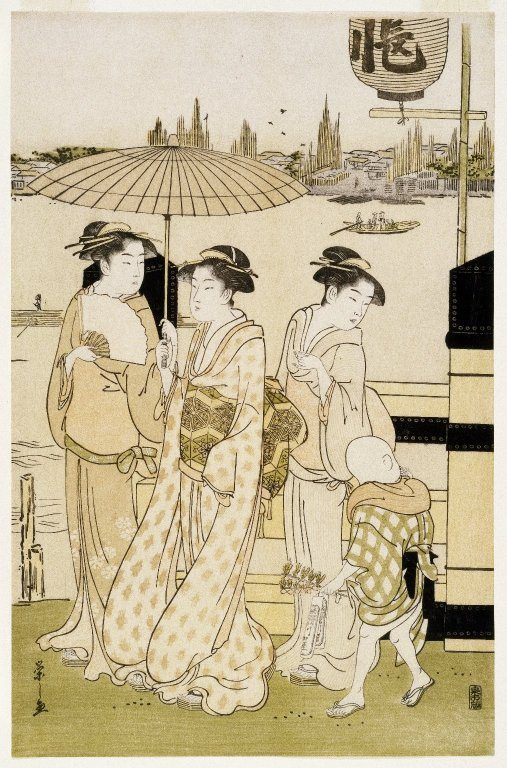
Tres mujeres y un niño junto al río Sumida, xilografía de madera a color, c. 1785–1792.

Las obras de Eishi están expuestas en numerosos museos de todo el mundo:
- Galería de Arte de Gran Victoria
- Galería de Arte de Nueva Gales del Sur
- Instituto de Arte de Chicago
- Museo de Arte Asiático de San Francisco
- Museo Británico[8]
- Museo de Arte de Cleveland
- Museo de Bellas Artes de San Francisco
- Galería Nacional de Finlandia
- Museo de Arte de Harvard
- Museo del Hermitage
- Museo de Arte de Indianápolis[9]
- Museo de Israel[10]
- Museo de Arte Lauren Rogers
- Museo de Arte del Condado de Los Ángeles[11]
- Museo Metropolitano de Arte
- Instituto de Artes de Mineápolis[12]
- Museo de Bellas Artes de Boston[13]
- Museo de Arte Nelson-Atkins[14]
- Museo de Arte de Newark
- Museo Norton Simon
- Museo de Arte de Filadelfia
- Museo de Arte de San Diego
- Museo de Arte Moderno de San Francisco
- Museo de Arte Suntory[15]
- Museo Tikotin de arte japonés[16]
- Museo de Arte de la Universidad de Michigan[17]
- Museo de Victoria y Alberto[18]
- Museo de Arte Weatherspoon[19]